# Nagrada Ilija Okrugić Srijemac
Nagrada Ilija Okrugić Srijemac je književna nagrada koju dodjeljuje Društvo književnika Vojvodine.

## Povijest
Društvo književnika Vojvodine ju je utemeljilo 2010. godine. 
Dodjeljuje se za najbolju knjigu na hrvatskom jeziku. Nagrada nosi ime hrvatskog književnika Ilije Okrugića Srijemca. Utemeljena je na poticaj hrvatskog književnika iz Vojvodine Petka Vojnića Purčara. Prvu nagradu dobila je Jasna Melvinger za priređivanje, obradu i objelodanjivanje četiri djela Ilije Okrugića Srijemca ("Lirika", "Tri povijesne drame, Miroslava ili borba ljubavi pri opsadi otoka Kandije", "Šaljive poeme" i "Hunjkava komedija").

## Dobitnici
- 2010.: Jasna Melvinger